# Bhatiahamus
Bhatiahamus is een halfvleugelig insectgeslacht uit de familie dwergcicaden (Cicadellidae). De wetenschappelijke naam van het geslacht is voor het eerst geldig gepubliceerd in 2014 door Lu & Zhang.

## Soorten
De volgende soorten zijn bij het geslacht ingedeeld:
- Bhatiahamus flabellatus (Shang & Shen, 2006)[2]
- Bhatiahamus sinuatus Lu & Zhang, 2014